# Synageles subcingulatus
Synageles subcingulatus là một loài nhện trong họ Salticidae.
Loài này thuộc chi Synageles. Synageles subcingulatus được Eugène Simon miêu tả năm 1878.